# Тврдошин
Тврдошин (словац. Tvrdošín, венг. Turdossin) — город на севере Словакии у подножья Оравской Магуры. Население — около 9 тыс. человек.

## История
Тврдошин впервые упомянут в 1111 году. В 1369 становится королевским городом. В 1777 становится центром района Оравской жупы. В настоящее время Тврдошин — город пищевой промышленности (молокозавод, мясокомбинат).

## Население
| Год:                | 1994 | 2004    | 2014    | 2024    |
| ------------------- | ---- | ------- | ------- | ------- |
| Количество человек: | 9427 | 9453    | 9311    | 8695    |
| Разница:            |      | +0,27 % | −1,50 % | −6,61 % |

## Достопримечательности
- Приходской костёл
- Деревянный готический костёлик

## Города-побратимы
- Латвия: Валка